# المندوبية
المندوبية أو المندوب، هو الممثل الرئيسي المغربي اللذي كان مسؤولًا في إدارة منطقة طنجة الدولية بين عامي 1925 و1956، وأثناء توقف الحرب من عام 1940 إلى عام 1945.

## التاريخ

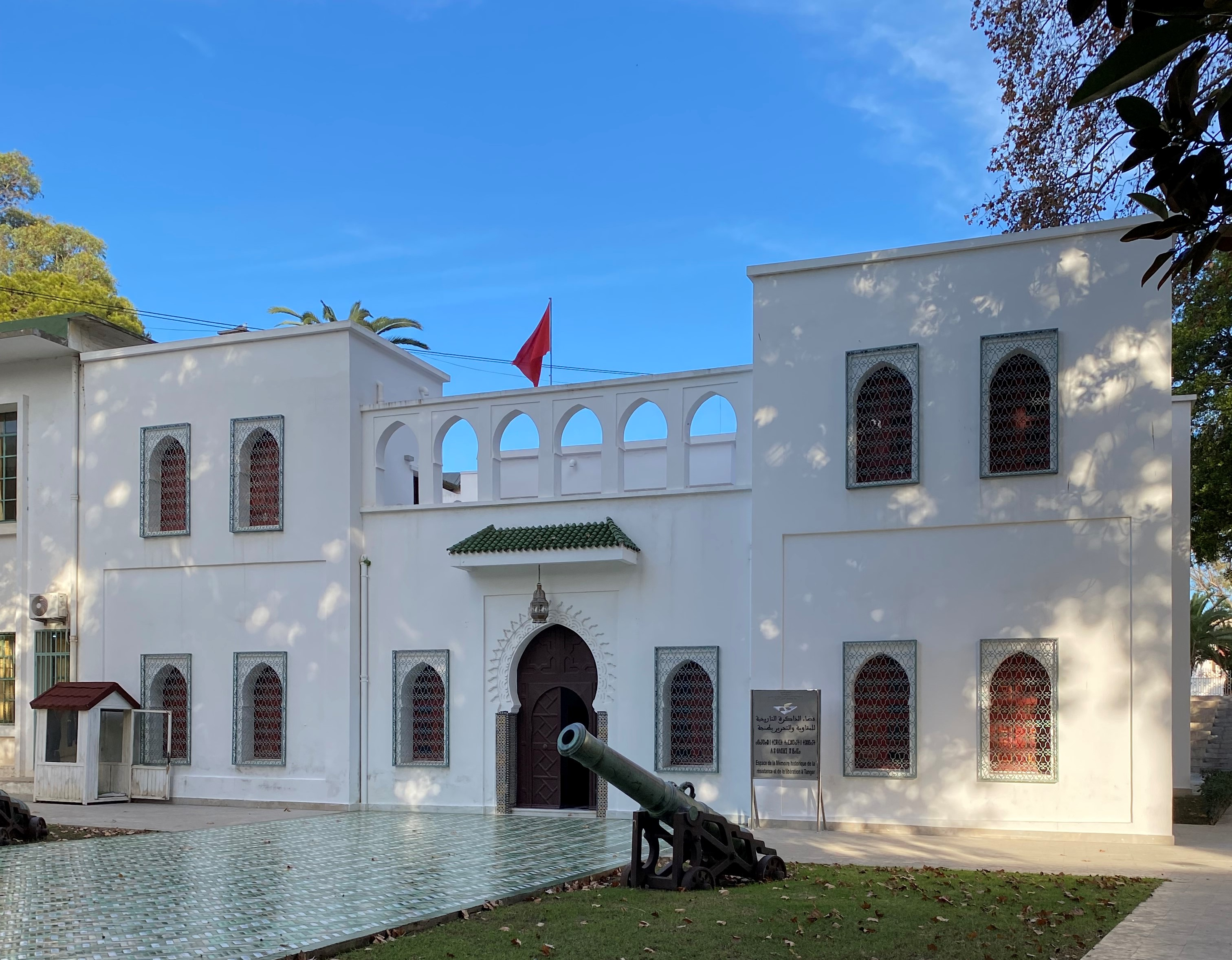
مقر المندوبية التاريخي

- كان المندوب يمثل السلطة الرمزية لسلطان المغرب في المنطقة الدولية، وكان مسؤولاً بشكل مباشر عن شؤون سكان طنجة، كما ترأس أيضًا الجمعية البرلمانية للمنطقة، وهو دور رمزي لأنه لم يكن لديه حق التصويت، وكان استقلاله الذاتي محدودًا بالرقابة الوثيقة من قبل مسؤول فرنسي. [2]

- عين محمد بن عبد الكريم التازي بوعشران أول مندوب، منذ إنشاء المكتب حتى وفاته عام 1954، وأقام في الرباط أثناء وقوع المنطقة تحت الاحتلال الإسباني خلال الحرب العالمية الثانية.[3]

- تم إنشاء مكتب المندوب في مبنى القنصلية الألمانية السابق، وتمت مصادرته بعد الحرب العالمية الأولى وإستخدمه النائب اعتبارًا من يناير 1920. وقد عُرفت هذه المنشأة فيما بعد باسم المندوبية.[4]

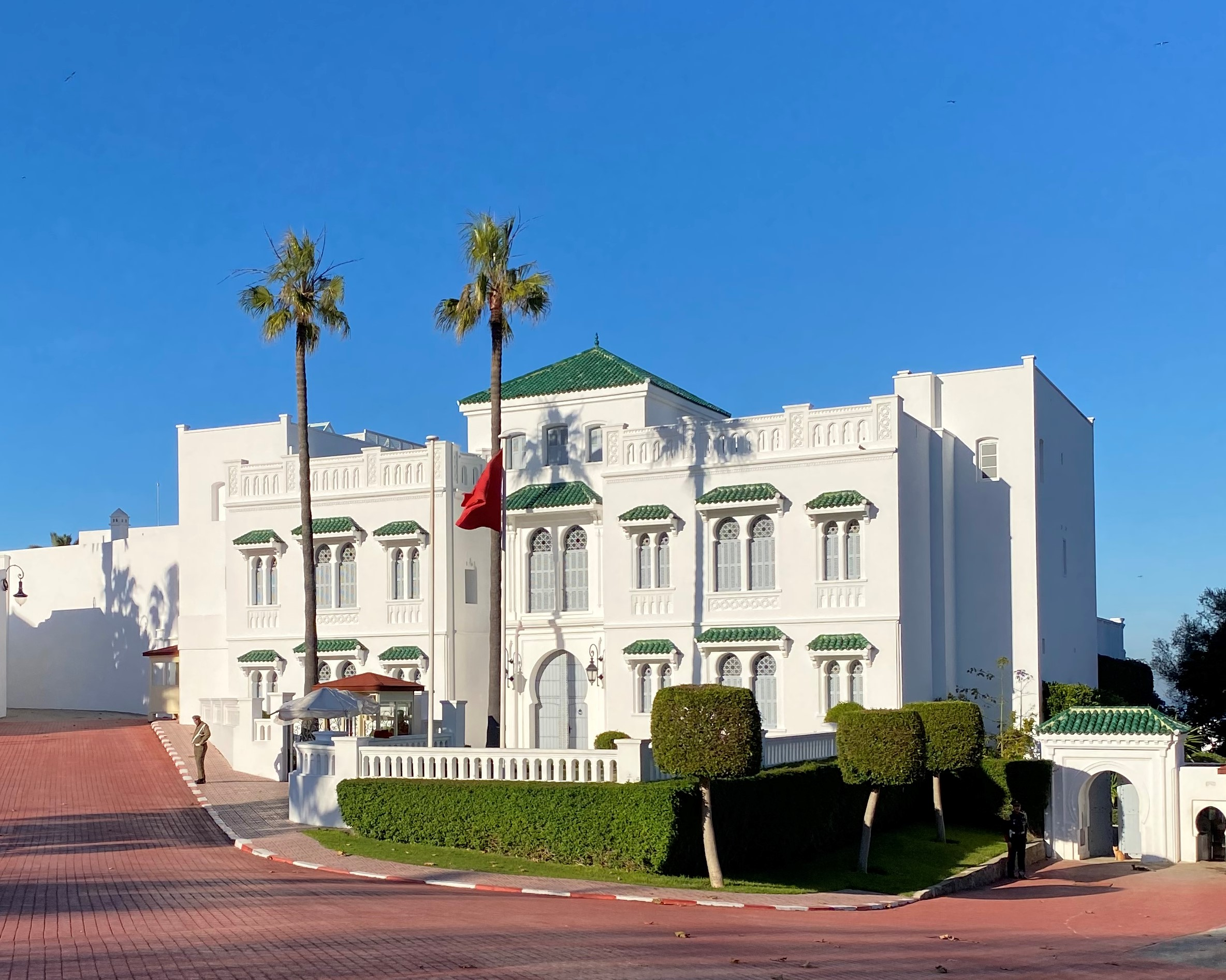
قصر المندوب في طنجة

- منذ عام 1929، أقام المندوب في مسكن فخم في حي مرشان على الواجهة البحرية، وفي عشرينيات القرن العشرين أيضًا، تم بناء عقار في الضواحي في التلال الواقعة فوق الرميلات غرب طنجة.[5]